# Schoorsteen

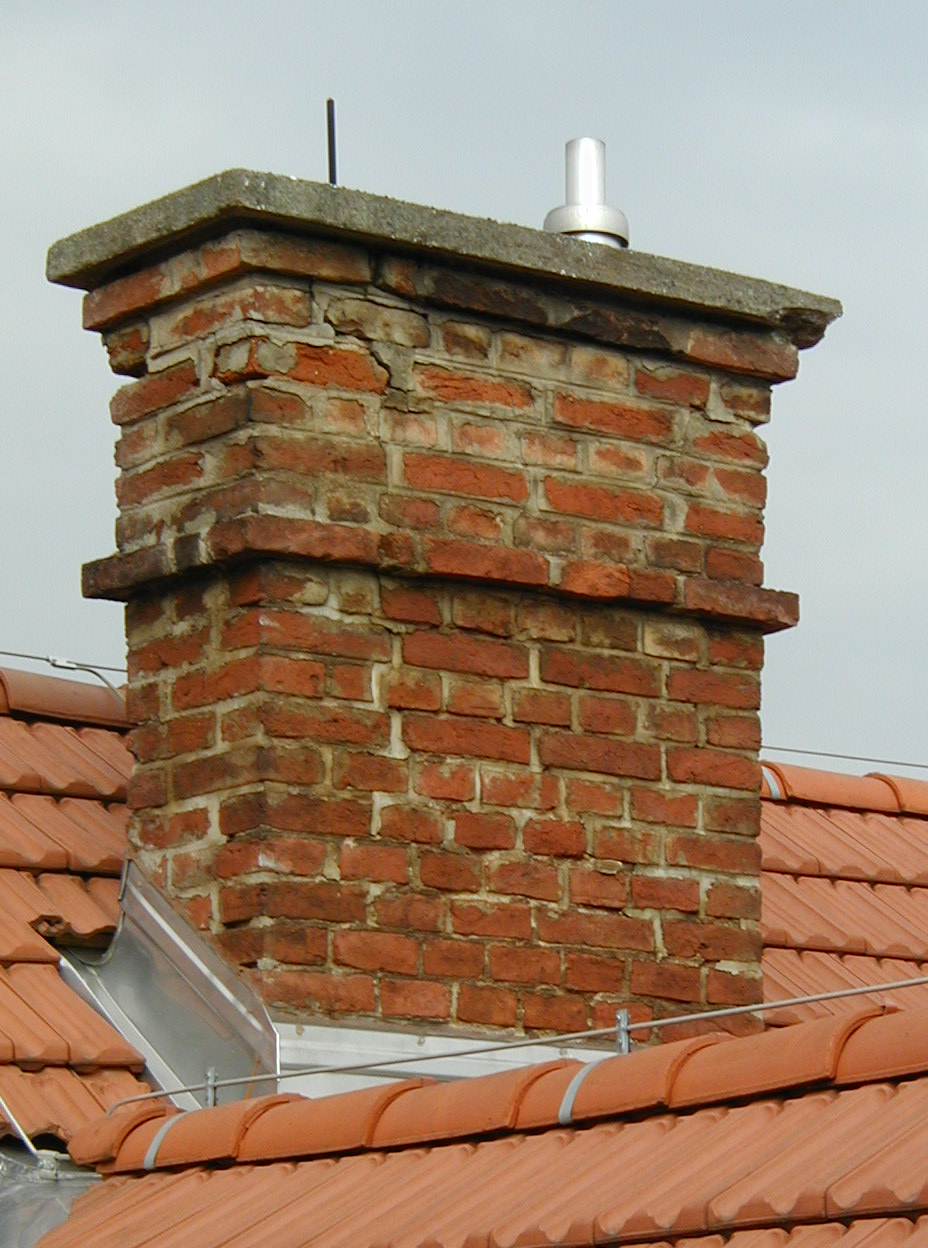
Schoorsteen (Graz)

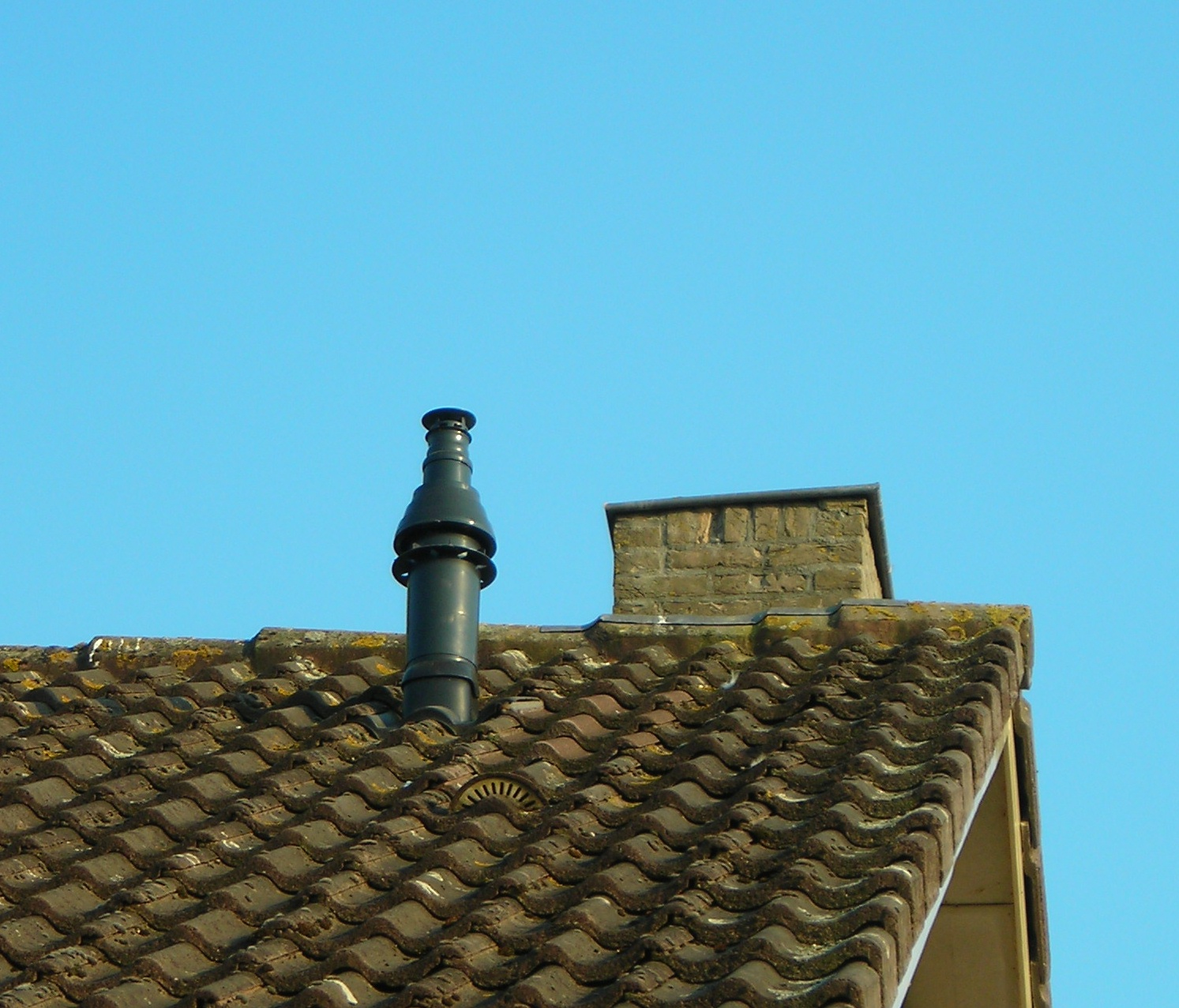
Twee verschillende types schoorsteen (Nederland)

Een schoorsteen is een afvoerkanaal voor rookgassen.

## Geschiedenis
Oorspronkelijk werden vuren binnenshuis gestookt waarbij de rook via verschillende kleine gaten in het dak de hut verliet. De eerste schoorstenen werden waarschijnlijk als volgt ontworpen: het dak werd uitgerust met een grotere opening om de rook door te laten.
Vroeger werd het vuur in het midden van het huis gestookt zodat de hele ruimte van een optimale hoeveelheid warmte kon genieten. Later werd het vuur aan een muur geplaatst waarbij de schoorsteen een horizontale opening was. Men ontdekte echter snel dat rook hierdoor niet optimaal weg raakte uit de omgeving.
Men ontwikkelde de schouw, die de rookgassen opving en afvoerde. Hieruit ontstond de schoorsteen zoals we ze nu kennen; de werking berust op twee principes. Het ene is dat warme lucht lichter is dan koude. Door boven het vuur een verticale kolom te plaatsen stijgt de opgewarmde lucht snel waarbij de rook zelf meegezogen wordt. Dit noemt men 'trek'. Het andere principe is dat als er wind over de schoorsteen waait, deze lucht aanzuigt volgens  de wet van Bernoulli.

## Gebruik
Bij roetophoping bestaat het risico van schoorsteenbrand.
Om dit te voorkomen is het verstandig een schoorsteen regelmatig te laten schoonmaken door een schoorsteenveger.

## Folklore

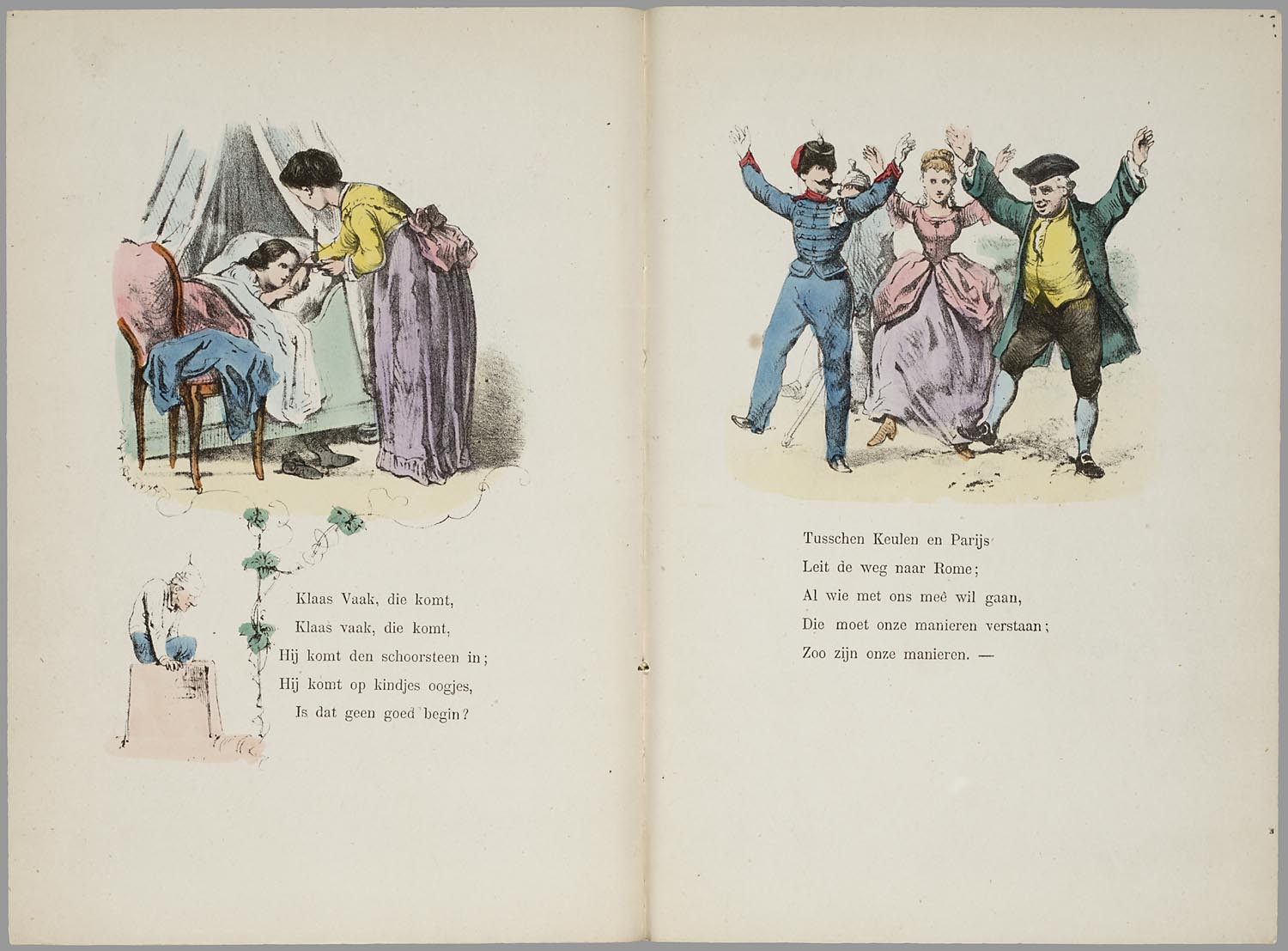
Klaas Vaak komt binnen via de schoorsteen, Hopsasa : knie- en bakerdeuntjes uit de oude doos, 1873

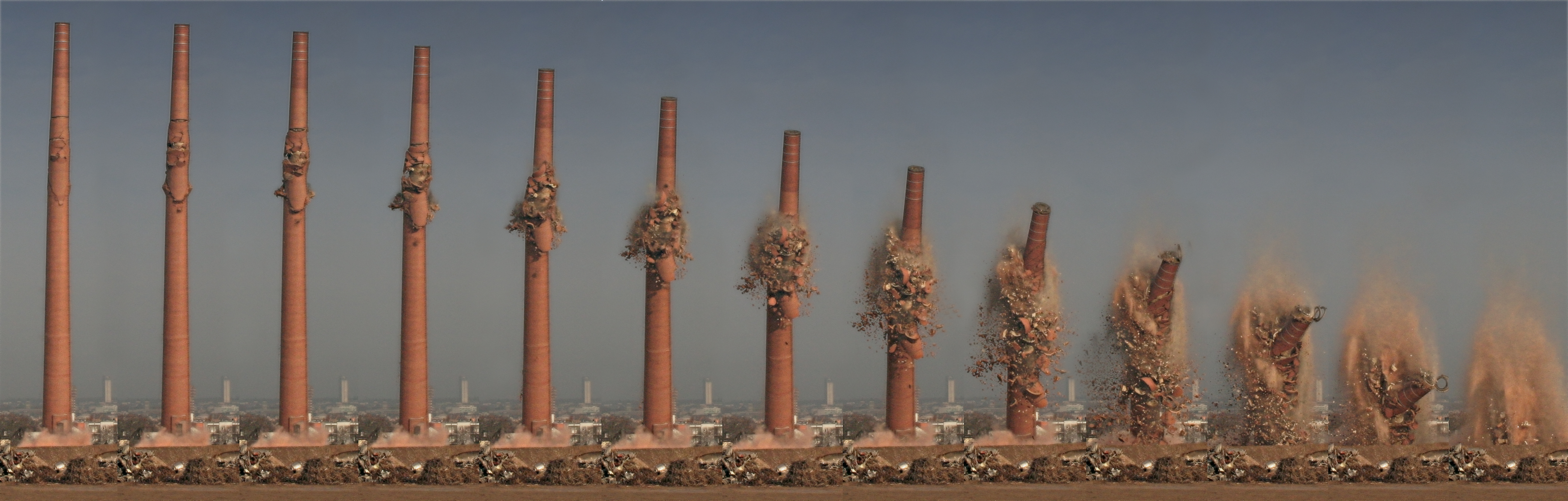
Een schoorsteen van de voormalige Henninger-brouwerij in Frankfurt am Main wordt opgeblazen, 2 december 2006

Volgens de folklore komt Sinterklaas of Zwarte Piet het huis binnen via de schoorsteen. Ook Klaas Vaak gebruikt de schoorsteen om binnen te komen.

## Trivia
- De hoogste schoorsteen van de wereld is die van de Elektriciteitscentrale GRES-2 in Ekibastuz, Kazachstan. De hoogste van Europa de Trbovljeschoorsteen in de plaats Trbovlje, Slovenië.
- In het Vaticaan in Rome wordt tijdens een conclaaf een schoorsteen gebruikt om het signaal af te geven of er al dan niet een nieuwe Paus is gekozen. Uit deze schoorsteen die hiervoor op het dak van de Sixtijnse Kapel wordt geplaatst, komt afhankelijk van de uitslag van de stemmingen zwarte of witte rook. Zwart betekent dat er nog geen beslissing is en witte rook betekent dat er een nieuwe Paus is gekozen.